# Wassernesselsucht
Wassernesselsucht, Wasserurtikaria oder aquagene Urtikaria ist eine Form der Nesselsucht, die nach Kontakt mit Wasser auftritt. Sie wurde 1964 von Shelley und Rawnsley erstmals beschrieben. Sie ist sehr selten; weltweit sind, so schreibt eine britische Boulevardzeitung, nur 35 Erkrankungen bekannt. Die Wassernesselsucht ist keine allergische Reaktion auf Wasser. Die Zusammenhänge bei ihrer Entstehung sind noch nicht vollständig verstanden. Betroffen sind vor allem junge Erwachsene. Sie ist nicht zu verwechseln mit der cholinergischen Urtikaria, ausgelöst durch Schweiß, der Kältekontakturtikaria und dem aquagenen Pruritus.
Die Symptome sind mit denen eines Kontakts mit Brennnesseln zu vergleichen. Betroffene Personen zeigen nach etwa 15 Minuten nach Berührung des Wassers (Regen, Meerwasser, Dusche) kleine weißliche Papeln, die bis zu zwei Stunden bestehen bleiben können und jucken. Die Diagnose wird durch Auflegen einer mit körperwarmem Wasser getränkten Kompresse gesichert. Zur Behandlung werden Antihistaminika verabreicht.
Obwohl die meisten Patienten isolierte Einzelfälle sind, wird auch familiäres Auftreten beobachtet und aufgrund einer Zwillingsuntersuchung eine genetische Prädisposition vermutet.